# Lovro Novinšek
Lovro Novinšek, slovenski častnik, obrambni in vojaški ataše, * 24. april 1946, Logatec.
Polkovnik Novinšek je bil obrambni ataše v Ruski federaciji.

## Vojaška kariera
- obrambni ataše v Ruski federaciji (1. marec 2002–?)
- svetovalec načelnika GŠSV (?–1. marec 2002)
povišan v polkovnika (12. maj 2000)

## Odlikovanja in priznanja
- srebrna medalja Slovenske vojske (24. oktober 2001)